# Біла-Перша (Люблінське воєводство)
Біла-Перша (пол. Biała Pierwsza) — село в Польщі, у гміні Янів-Любельський Янівського повіту Люблінського воєводства.
Населення — 838 осіб (2011).
У 1975-1998 роках село належало до Тарнобжезького воєводства.

## Демографія
Демографічна структура станом на 31 березня 2011 року:
|          | Загалом | Допрацездатний вік | Працездатний вік | Постпрацездатний вік |
| -------- | ------- | ------------------ | ---------------- | -------------------- |
| Чоловіки | 428     | 88                 | 284              | 56                   |
| Жінки    | 410     | 91                 | 223              | 96                   |
| Разом    | 838     | 179                | 507              | 152                  |